# ホヴァルツヴェルケ＝ドイツ造船
ホヴァルツヴェルケ＝ドイツ造船（ドイツ語：Howaldtswerke-Deutsche Werft、略称：HDW）は、ドイツの造船会社。キールに本社を置き、2005年以降はティッセンクルップ・マリン・システムズの子会社となっている。1968年にホヴァルツヴェルケとハンブルクに生産施設を置くドイツ造船が合併して現在の形となっている。

## 歴史

### ホヴァルツヴェルケ
ホヴァルツヴェルケは1838年10月1日にキールの技術者アウグスト・ホヴァルト（de:August Howaldt）とキールの企業家ヨハン・シュヴェーフェル（de:Johann Schweffel）の両者により機械製造・鋳造シュヴェーフェル・ウント・ホヴァルト（Maschinenbauanstalt und Eisengieserei Schweffel & Howaldt）名義で設立された。当初はボイラーを製造していた。その後1849年に初めての軍艦用ボイラーを製造し、シュレースヴィヒ＝ホルシュタイン公国海軍の砲艦「フォン・デア・タン」に搭載された。
1850年にはヴィルヘルム・バウアーの設計による潜水艦「ブラントタオハー（Brandtaucher）」を建造したが、これは多少の事故に見舞われた。第一次シュレースヴィヒ＝ホルシュタイン戦争中にデンマーク軍がレンツブルクに進出したことから、工場をキールに移転した。
キールにて社名をホヴァルツヴェルケに改め、初めての船舶である蒸気船「フォアヴァルツ（Vorwarts）」を1865年に建造する。その後、ドイツ帝国海軍の急速な拡張に合わせて事業は急拡大した。1871年には帝国海軍キール造船所（Kaiserliche Werft Kiel）に改名した。19世紀末までに約390隻を建造している。
1892年にはアドリア海沿岸にあるオーストリア＝ハンガリー帝国のフィウーメに子会社を設立するも、1902年に廃業する。造船所自体は5月3日造船所（en:3. Maj）として2009年時点まで存在している。
ドイツ帝国海軍の主要基地であったキールでは海軍向け定期整備や新造や修理を受注して多くの利益を上げた。主な建造艦船としては「戦艦 ヘルゴラント」、「戦艦 バイエルン」、「戦艦 カイゼリン」などがある。第一次世界大戦中にはUボートも建造している。しかし、敗戦後は倒産し工場はドイツ国営鉄道向け事業に転換する。
1920年代の世界恐慌ですべての造船所の活動は最低レベルまで落ち込んだ。1926年に造船所は清算されシュヴェンティーネ・ドック組合（Schwentine-Dock-Gesellschaft）が過半数の株式を取得して再出発する。ホヴァルツヴェルケは1930年に破産したハンブルクのヴルカン造船所（de:Vulkanwerft (Hamburg)）やドイツ船舶機械工学株式会社（de:Deutsche Schiff- und Maschinenbau Aktiengesellschaft）と共にヤンセン・ウント・シュメリンスキー（de:Janssen & Schmilinsky）に買収され、ホヴァルツヴェルケ・キール株式会社、旧ヴルカン部（Howaldtswerke AG Kiel, Abteilung vormals Vulcan）として操業される。
1935年、第三帝国がヴェルサイユ条約を破棄して再軍備を宣言すると再び興隆を見る。1937年3月にホヴァルツヴェルケ・キールの株式が国営のドイチェヴェルケに売却されると、1939年にはキール海軍工廠（Marinearsenals Kiel）となり1941年には17,730人の従業員を要する規模となる。ただし、国営化されたものの経営状態は芳しくなく、1943年7月にはホヴァルツヴェルケン（Howaldtswerken）が買い戻し、会社は1939年以前の状態に戻った。第二次世界大戦中はUボートVII型を64隻（キールでは31隻、ハンブルクでは33隻）を建造し、キール造船所の構内には1941年から1943年にかけて建造用のUボート・ブンカーが建設された。
第二次世界大戦後、ホヴァルツヴェルケのキール工場は建物の80％、機械設備の60％が破壊されていたものの、操業は可能であった。一方のハンブルク工場は施設の36％と機械設備の22％、他の設備は12.5％しか使用できなかった。
造船所は1960年代の「経済の奇跡」の間、タンカーや貨物船の建造で栄え、ハンブルクに再び造船所を開設し事業は拡大した。

### ドイツ造船
ドイツ造船は1918年にアルベルト・バリーン（de:Albert Ballin）主導によりハンブルクにて設立された。
1920年代には様々な商船が建造される。1921年に従業員は約6000人を数え、厳しい経済状況にあるなかで漁船、貨物船、客船および浚渫船などを細々と建造し、辛うじて経営が成り立っていた。1927年にハンブルクのヴィルヘルムスブルクに所在したライアースティーグヴェルフト（de:Reiherstiegwerft）の株式の過半数を取得する。
その後2つの造船所は急速に経営状況が改善され、海軍向け潜水艦の建造を受注した。第二次世界大戦中は1941年初頭から1945年4月にかけて、UボートIX型やXXIII型UボートなどUボートを113隻建造している。
戦後、要衝であるフィンケンヴェルダー村に中核拠点を移す。建築家ペーター・ベレンス（de: Peter Behrens）の設計により労働者と職長との和解に基づく住宅団地が建設される。これらの新しい住宅に使用された建材はノイエンガンメ強制収容所の跡地にあった硬質煉瓦で作り上げられた。
1953年にはドイツ造船は世界有数の建造量を誇る造船所となる。
1968年にホヴァルツヴェルケと合併する。
1973年にはハンブルクのフィンケンヴェルダー工場（Finkenwerder）が閉鎖される。

### 合併後
1968年、ドイツ造船とホヴァルツヴェルケは合併することになり新社名ホヴァルツヴェルケ＝ドイツ造船（HDW）として再出発する事になる。しかし、1970年代から活発化した日本と大韓民国による低価格競争の圧力には抗しきれず、1985年にハンブルク工場は閉鎖された。
2005年1月5日に、ティッセンクルップへの合併に伴って、ティッセンクルップ・マリン・システムズの子会社として新グループの中核をなす。
2009年にはアメリカ合衆国海軍による沿海域戦闘艦計画の前駆である新型艦艇研究計画（Mission Vessel Study）に関連して、ヴィスビュー級コルベットを建造したコックムスおよびノースロップ・グラマンに協力している。

## 建造実績

### 民間船
- クルーズ客船「ドイッチュラント」
- 原子力鉱石運搬船「オットー・ハーン」
- 調査砕氷船「ポーラーシュテイン」
- ギガヨット「オクトパス」

### 軍艦
- 205型潜水艦
- 206型潜水艦

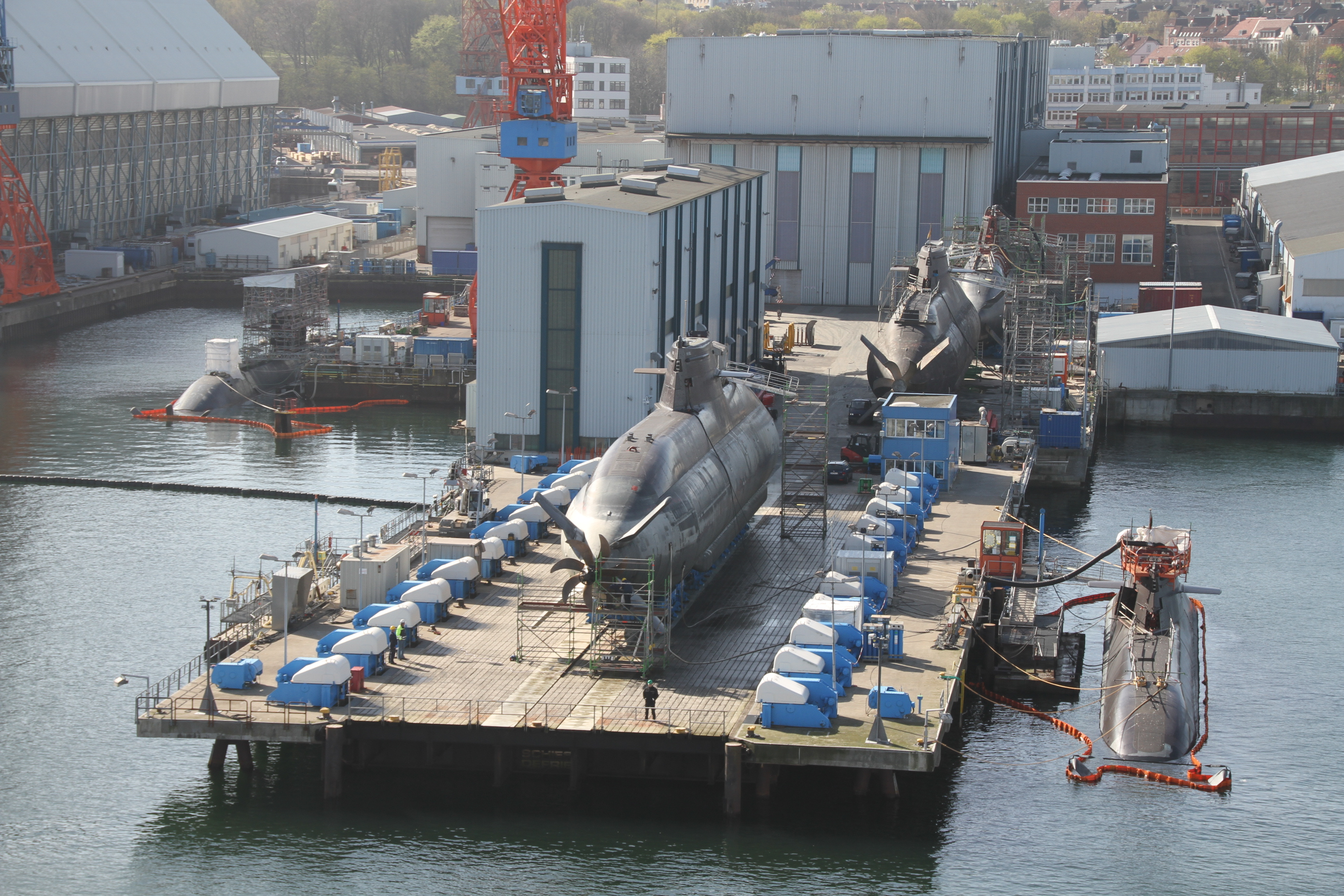
2013年撮影

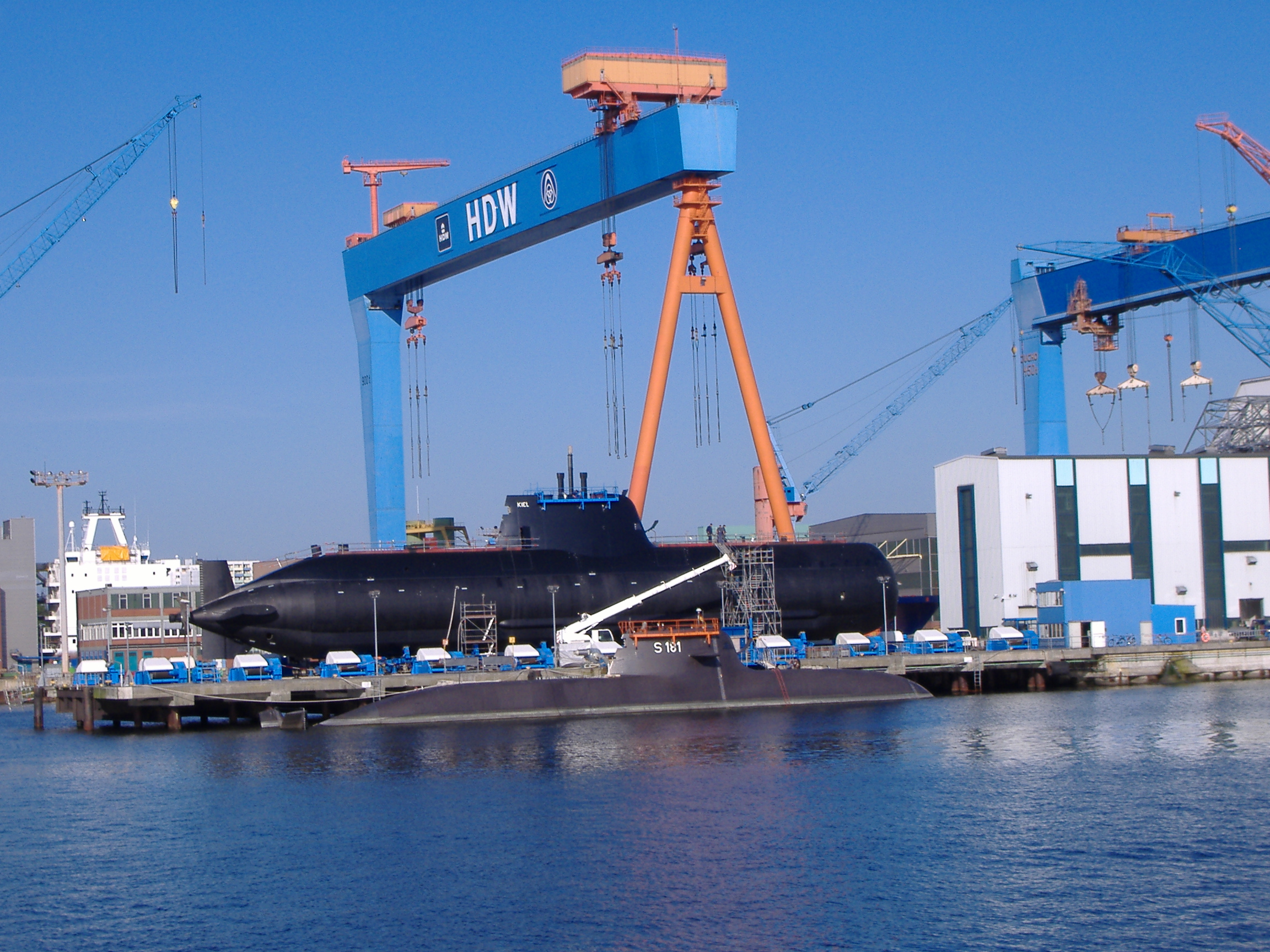
2006年撮影

  - ガル級潜水艦 - 206型潜水艦のイスラエル向け改修型。
- 209型潜水艦
- 212A型潜水艦
  - ドルフィン級潜水艦 - 209型/202A型潜水艦のイスラエル向け改修型。
- 214型潜水艦
- 216型潜水艦
- 「シュレースヴィヒ＝ホルシュタイン」ブラウンシュヴァイク級コルベット
- 「ハンブルク」ザクセン級フリゲート
- 「イサンドルワナ」ヴァラー級フリゲート
- 「メンディ」ヴァラー級フリゲート